# Механика сплошных сред
Меха́ника сплошны́х сред — раздел механики, физики сплошных сред и физики конденсированного состояния, посвящённый движению газообразных, жидких и деформируемых твёрдых тел, а также силовым взаимодействиям в таких телах.
Член-корреспондент АН СССР А. А. Ильюшин характеризовал механику сплошных сред как «обширную и очень разветвлённую науку, включающую теорию упругости, вязкоупругости, пластичности и ползучести, гидродинамику, аэродинамику и газовую динамику с теорией плазмы, динамику сред с неравновесными процессами изменения структуры и фазовыми переходами».
Помимо обычных материальных тел, подобных воде, воздуху или железу, в механике сплошных сред рассматриваются также особые среды — поля: электромагнитное поле, гравитационное поле и другие.
Механика сплошных сред делится на такие основные разделы: механика деформируемого твёрдого тела, гидромеханика, газовая динамика. Каждая из этих дисциплин также делится на разделы (уже более узкие); так, механика деформируемого твёрдого тела делится на теорию упругости, теорию пластичности, теорию трещин и т. д. Помимо этого также выделяют стандартные разделы: кинематику и динамику сплошной среды.

## Методы механики сплошных сред
В механике сплошных сред на основе методов, развитых в теоретической механике, рассматриваются движения таких материальных тел, которые заполняют пространство непрерывно, пренебрегая их молекулярным строением. Вместе с тем также считаются непрерывными характеристики тел — такие, как плотность, напряжения, скорости и т. д. Прикладное объяснение этого состоит в том, что линейные размеры, с которыми мы имеем дело в механике сплошных сред, значительно больше межмолекулярных расстояний. Минимально возможный объём тела, который позволяет исследовать его некоторые заданные свойства, называется представительным объёмом или физически малым объёмом. Данное упрощение даёт возможность применения в механике сплошных сред хорошо разработанного для непрерывных функций аппарата высшей математики. Помимо гипотезы непрерывности принимается гипотеза о пространстве и времени — все процессы рассматриваются в пространстве, в котором определены расстояния между точками, и развиваются во времени, причём в классической механике сплошных сред время течёт одинаково для всех наблюдателей, а в релятивистской — пространство и время связываются в единое пространство-время.
Механика сплошных сред является распространением ньютоновской механики материальной точки на случай сплошной материальной среды; системы дифференциальных уравнений, составляемые для решения различных задач механики сплошных сред, отражают классические законы Ньютона, но в форме, специфической для данного раздела механики. В частности, такие фундаментальные физические величины ньютоновой механики, как масса и сила, представлены в уравнениях механики сплошных сред в удельных формах: масса — как плотность, а сила — как напряжение (или — в статике газов и жидкостей — как давление).
В механике сплошных сред разрабатываются методы сведения механических задач к математическим, то есть к задачам об отыскании некоторых чисел или числовых функций с помощью различных математических операций. Кроме того, важной целью механики сплошной среды является установление общих свойств и законов движения деформируемых тел и силовых взаимодействий в этих телах.
Под влиянием механики сплошных сред получил большое развитие ряд разделов математики — например, некоторых разделов теории функции комплексного переменного, краевых задач для уравнений в частных производных, интегральных уравнений и другие.

## Аксиоматика механики сплошных сред
Академик А. Ю. Ишлинский, характеризуя положение дел в области аксиоматизации механики, отмечал: «Механика Галилея — Ньютона до сих пор в должной мере не аксиоматизирована в отличие от геометрии, аксиоматизация которой была завершена великим математиком Д. Гильбертом… Тем не менее можно и нужно (настало тому время) построить классическую механику, как и геометрию, исходя из некоторого числа независимых постулатов и аксиом, установленных в результате обобщения практики».
Впрочем, ряд попыток аксиоматизации механики (и, в частности, механики сплошных сред) был сделан. Ниже представлены основные положения механики сплошных сред, играющие (в различных аксиоматических построениях) роль либо аксиом, либо важнейших теорем.
1. Евклидовость пространства. Пространство, в котором рассматривается движение тела — трёхмерное евклидово точечное пространство (обозначаемое[3] {\displaystyle {\mathcal {E}}}, а также {\displaystyle E_{3}}).
2. Абсолютность времени {\displaystyle t}. Течение времени не зависит от выбора системы отсчёта.
3. Гипотеза сплошности. Материальное тело — сплошная среда (континуум в пространстве {\displaystyle E_{3}}).
4. Закон сохранения массы. Всякое материальное тело {\displaystyle V} обладает скалярной неотрицательной характеристикой — массой {\displaystyle M}, которая: а) не изменяется при любых движениях тела, если тело состоит из одних и тех же материальных точек, б) является аддитивной величиной: {\displaystyle M(V)=M(V_{1})+M(V_{2})}, где {\displaystyle V=V_{1}+V_{2}}.
5. Закон сохранения импульса (изменения количества движения).[источник не указан 1142 дня]
6. Закон сохранения момента импульса (изменения момента количества движения).
7. Закон сохранения энергии (первый закон термодинамики).
8. Существование абсолютной температуры (третье начало термодинамики).
9. Закон баланса энтропии (второй закон термодинамики).

В неклассических моделях механики сплошных сред эти аксиомы могут заменяться другими. Например, вместо первых двух аксиом могут использоваться соответствующие положения теории относительности.